# Arhiepiscopia de Madytos
Arhiepiscopia de Madytos (în latină Archidioecesis Madytensis) este o fostă eparhie a Patriarhiei Constantinopolului și o episcopie titulară a Bisericii Catolice.

## Istorie
Orașul Madytos, identificabil cu actualul oraș Eceabat din peninsula Gallipoli, care aparține în prezent Turciei, este un sediu antic al provinciei romane Europa din dioceza civilă romană Tracia și din Patriarhia Constantinopolului.
Eparhia este menționată pentru prima dată la Sinodul al VII-lea Ecumenic de la Niceea din 787. În lista de semnături de pe hotărârea sinodală adoptată în ultima sesiune se află semnătura lui Leon de Cela, printre semnăturile episcopilor sufragani ai Mitropoliei de Heracleea. Totuși, acest episcop s-a semnat în listele anterioare ale aceluiași sinod ca „episcop de Madytos sau Cela” (Μάδυτα ἤτοι Κύλα). Acest titlu indică faptul că vechiul sediu al Eparhiei de Cela a fost mutat în timpul secolului al VIII-lea în orașul apropiat Madytos și că pentru o anumită perioadă, după cum atestă Sinodul de la Nicena, vechiul titlu a continuat să fie folosit alături de cel nou de Madytos.
Documentele Notitiae Episcopatuum ale Patriarhiei Constantinopolului reflectă această evoluție. Cele mai vechi Notitiae, din secolul al VII-lea până în prima jumătate a secolului al IX-lea, menționează doar Eparhia de Cela; odată cu Notitia atribuită împăratului Leon al VI-lea și databilă la începutul secolului al X-lea, Eparhia de Cela dispare, în timp ce Eparhia de Madytos este înscrisă printre eparhiile sufragane ale Mitropoliei de Heracleea, fiind documentată continuu în Notitiae până în secolul al XIV-lea.
După Leon, primul episcop menționat al Eparhiei de Madytos, sunt cunoscuți episcopii Constantin, care a participat la Sinodul de la Constantinopol din 879-880 în care a fost reabilitat patriarhul Fotie al Constantinopolului, și Sfântul Eftimie, amintit în sinaxare în ziua de 5 mai, a cărui hagiografie a fost scrisă de patriarhul Grigorie al II-lea din Cipru (1283-1289).
În vremea domniei împăratului Constantin al X-lea Ducas (1059-1067), Madytos a fost ridicat la rangul de scaun mitropolitan. Această decizie a provocat însă nemulțumirea mitropoliților de Heracleea, care au obținut de la împăratul Nichifor al III-lea Botaniates (1078-1081) un crisobul care a recunoscut dreptul mitropolitului de Heracleea, după moartea mitropolitului de Madytos, de a-i hirotoni pe noii episcopi ai acestei eparhii, care a redevenit, prin urmare, o eparhie sufragană a Mitropoliei de Heracleea. Această decizie imperială pare confirmată de existența unor sigilii episcopale, databile în a doua jumătate a secolului al XI-lea, în care ierarhii Clement și Nichita de Madytos sunt menționați ca episcopi și nu ca mitropoliți.
Cu toate acestea, ierarhii ulteriori ai Eparhiei de Madytos au continuat să fie menționați ca mitropoliți, deși fără episcopi sufragani. Printre aceștia sunt amintiți Vasile, care a participat la sinoadele patriarhale din 1170 și 1171, Teofan, prezent la sinodul din 1197, Constantin Kaleothès, menționat într-un sigiliu datând din secolul al XII-lea sau al XIII-lea și identificat cu mitropolitul de Madytos, care s-a refugiat la Niceea odată cu sosirea armatelor cruciate și care a participat la un sinod patriarhal în 1209, Isaac și Iacob, care au luat parte la adoptarea hotărârilor sinodale în controversele teologice în care au fost implicați Varlaam Calabrezul, Grigore Achindin și Grigore Palamas.
Ultima Notitia Episcopatuum cunoscută, datând din secolul al XV-lea, nu mai menționează Eparhia de Madytos. Titlul reapare într-un document patriarhal din 1715, împreună cu cel de Callipolis. Eparhia de Callipolis și Madytos a fost ridicată la rangul de scaun mitropolitan în decembrie 1901. La sfârșitul Războiului greco-turc în octombrie 1922, populația ortodoxă greacă care locuia în regiune a fost evacuată în Grecia, teritoriul fiind ocupat definitiv de Armata Turciei. Astăzi nu mai există creștini pe teritoriul vechii mitropolii de Callipolis și Madytos.
Începând din secolul al XX-lea, scaunul episcopal de Madytos a fost inclus printre scaunele episcopale titulare ale Bisericii Catolice; acest titlu episcopal nu a mai fost acordat din 27 octombrie 1965.

## Cronologie

### Arhiepiscopi greci
- Leon (menționat în 787)
- Constantin I (menționat în 879)
- Sf. Eftimie (? - aproximativ 989/996, decedat)
- Clement (secolul al XI-lea)
- Nichita (a doua jumătate a secolului al XI-lea)
- Nichifor (a doua jumătate a secolului al XI-lea)
- Nicolae (secolul al XI-lea)
- anonim (menționat în 1078/1081)
- Vasile (înainte de 1170 - după 1171)
- Teofan (menționat în 1197)
- Constantin al II-lea Kaleothès (înainte de 1204 - după 1209)
- anonim (menționat în 1259/1282)
- Isaac (înainte de 1341 - după 1347)
- Iacob (menționat în 1351)

### Arhiepiscopi titulari
- Heinrich Döring, S.I. (16 iunie 1921 - 14 iulie 1927, numit apoi arhiepiscop ad-personam de Poona)
- Walenty Dymek (10 mai 1929 - 3 iulie 1945, numit apoi arhiepiscop titular de Nicopolis in Epiro)[13]
- Stefano Corbini (1 octombrie 1946 - 15 octombrie 1952, decedat)
- Józef Gawlina (29 noiembrie 1952 - 21 septembrie 1964, decedat)
- Leo Hale Taylor, S.M.A. (6 iulie 1965 - 27 octombrie 1965, murit)

## Legături externe
- en  La sede titolare pe site-ul www.catholic-hierarchy.org
- en  La sede titolare pe site-ul www.gcatholic.org